# Guaiaber

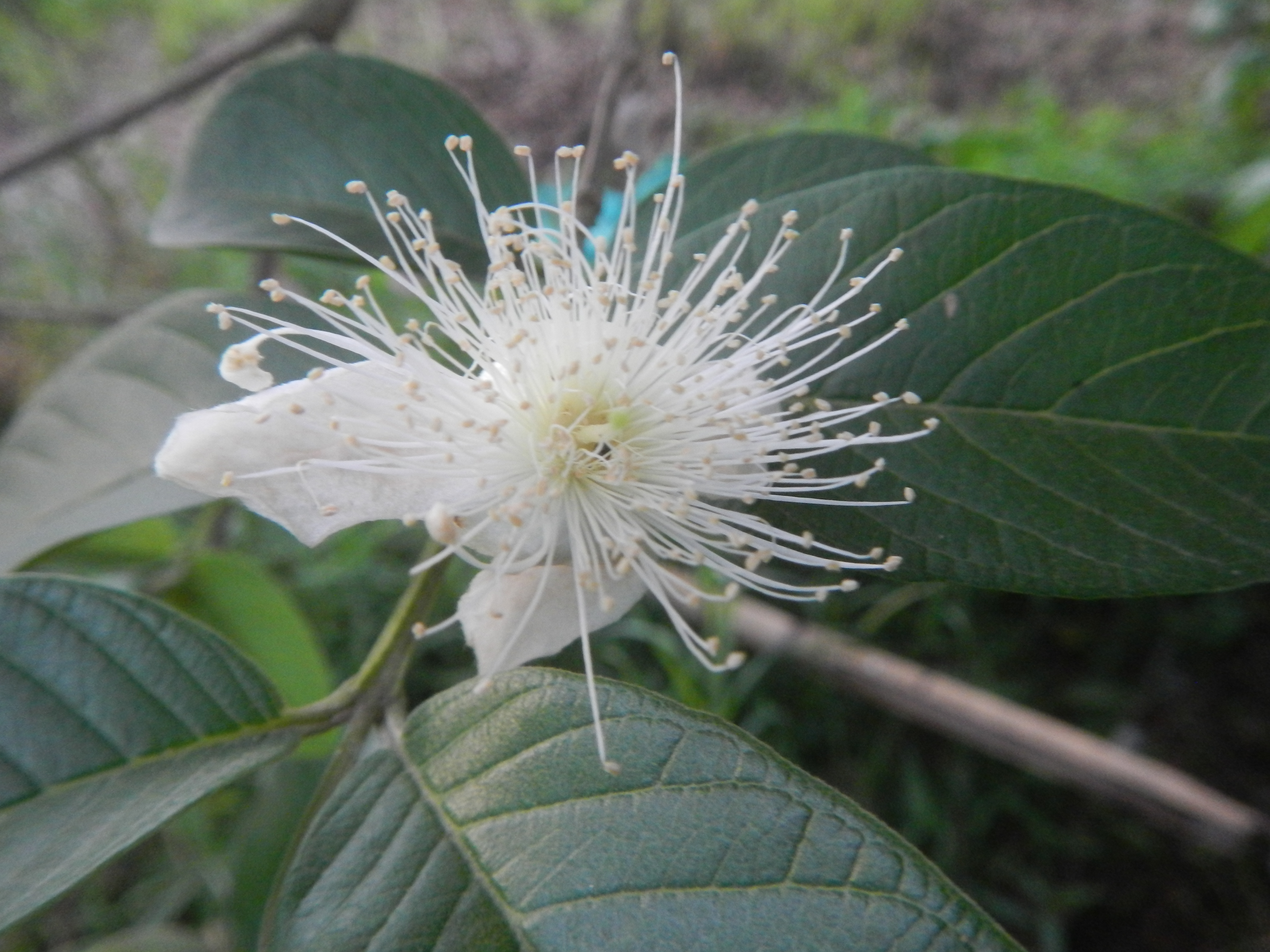
La flor del guaiaber, amb una gran quantitat d'estams

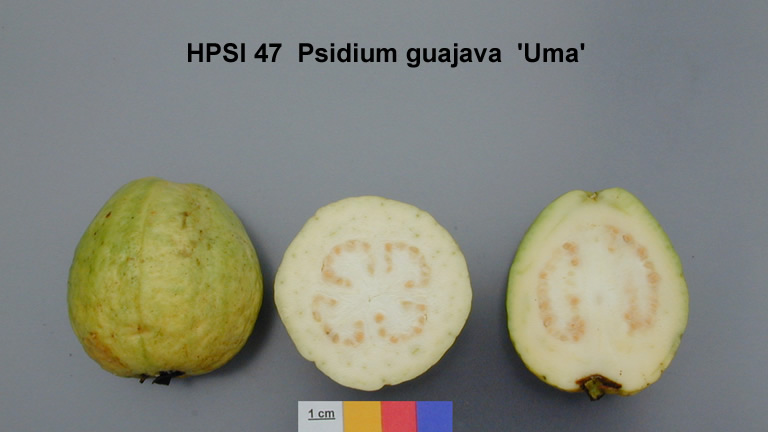
Fruits

El guaiaber (Psidium guajava) és una espècie de planta amb flors del gènere Psidium dins la família de les mirtàcies (Myrtaceae). És una planta nativa de les zones tropicals d'Amèrica del sud i en conrea a zones de clima tropical i subtropical d'Amèrica, Àfrica i Àsia.
El nom comú guaiaber i el del seu fruit, la guaiaba, tindrien el seu origen en un mot de l'arauac o del carib que ens hauria arribat a través de l'espanyol.

## Descripció
És un arbre petit, entre 8 i 10 metre d'altura. Les fulles es disposen de manera oposada i són entre ovades i el·líptiques o entre oblongues i el·líptiques, pubescents al revers, amb un nervi medial molt marcat i fan entre 7 i 15 cm de llargària i entre 3 i 5 cm d'amplada. Les flors són blanques, d'uns 2,5 cm de diàmetre i fragants. La corol·la és formada per 4 o 5 pètals obovats d'entre 10 i 15 mm de llargària, al calze hi ha 4 o 5 lòbuls d'entre 6 i 8 mm de llargària. A l'androceu hi has una gran quantitat d'estams, entre 200 i 250, de color blanc i gairebé tan llargues com els pètals. Al gineceu l'estil fa entre 10 i 12 mm de llargària i l'estigma peltat (en forma de disc). El fruit pot ser globós, ovoide o piriforme d'entre 3 i 10 cm de llargària, inicialment ver i groguenc o rosa a la maturitat, la polpa pot ser groguenca o rosa, aromàtica i més o menys dolça, amb moltes llavors.
És fàcilment pol·linitzat per insectes i en cultiu principalment per l'abella de la mel.

## Taxonomia

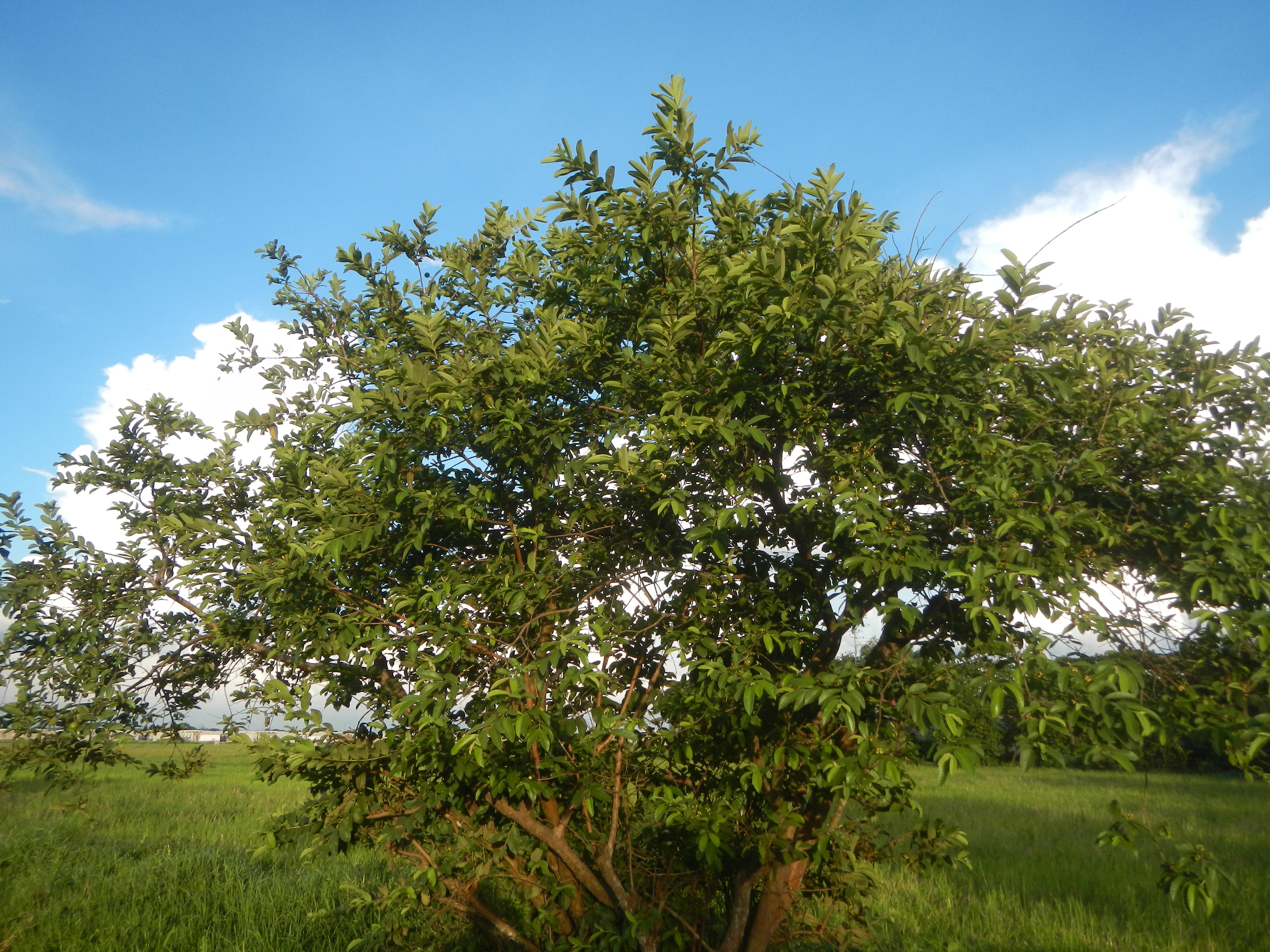
Vista d'un guaiaber

Aquesta espècie va ser publicada per primer cop l'any 1753 al primer volum de l'obra Species Plantarum del botànic suec Carl von Linné (1707-1778).

### Sinònims
Els següents noms científics són sinònims de Psidium guajava:
- Sinònims homotípics

- Guajava pyrifera Kuntze
- Myrtus guajava (L.) Kuntze
- Myrtus guajava var. pyrifera (Kuntze) Kuntze
- Psidium pyriferum L.

- Sinònims heterotípics

- Guajava pumila (Vahl) Kuntze
- Psidium angustifolium Lam.
- Psidium aromaticum Blanco
- Psidium chodatianum Barb.Rodr.
- Psidium crispum Barb.Rodr.
- Psidium cujavillus Burm.f.
- Psidium cujavus L.
- Psidium ellipticum Barb.Rodr.
- Psidium fragrans Macfad.
- Psidium globosum Larrañaga
- Psidium guajava var. cujavillum (Burm.f.) Krug & Urb.
- Psidium guajava f. cujavillus (Burm.f.) O.Deg. & I.Deg.
- Psidium guajava var. minor Mattos
- Psidium igatemyense Barb.Rodr.
- Psidium intermedium Zipp. ex Blume
- Psidium longifolium Schumach.
- Psidium pomiferum L.
- Psidium pomiferum var. sapidissimum (Jacq.) DC.
- Psidium prostratum O.Berg
- Psidium pumilum Vahl
- Psidium pumilum var. guadalupense DC.
- Psidium pumilum var. intermedium Blume
- Psidium pumilum var. rufescens Blume
- Psidium pyriferum var. glabrum Benth.
- Psidium sapidissimum Jacq.
- Psidium subcrenatum Barb.Rodr.
- Psidium vulgare Rich.
- Syzygium ellipticum K.Schum. & Lauterb.

## Valor nutricional

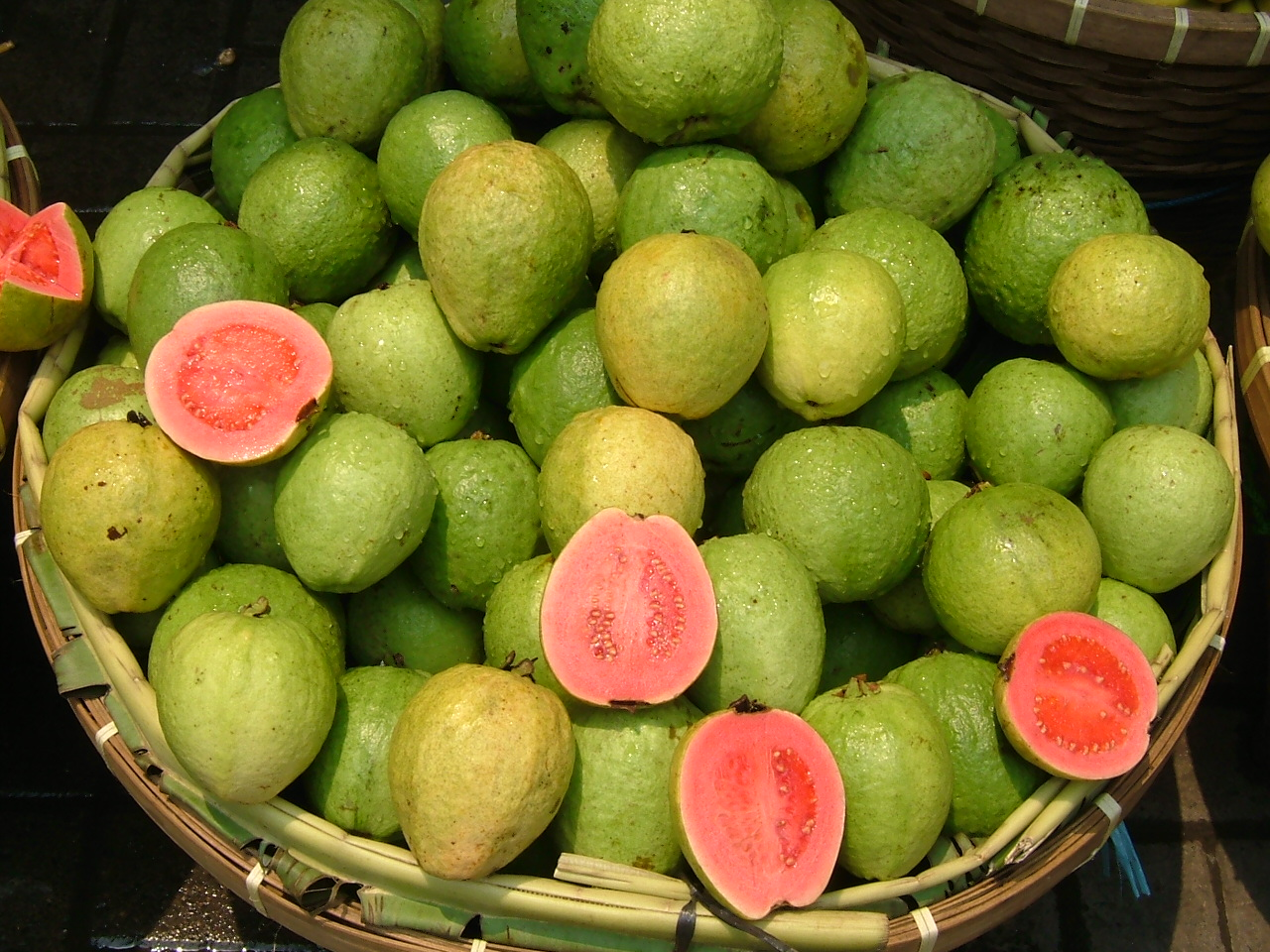
Fruits a un mercat de Jakarta

Suc de guaiaba

La guaiaba és un fruit apreciat per les seves propietats nutritives, en especial aporta fibra, proteïnes, vitamines i minerals. Habitualment es consumeix en fresc, però també assecat o en preparacions com ara sucs o puré.
| Guaiaba (Psidium guajaba), per 100 g de part comestible |           |
| ------------------------------------------------------- | --------- |
| Aigua                                                   | 80,7 g    |
| Energia                                                 | 289 kJ    |
| Fibra alimentària                                       | 2.8-5.5 g |
| Proteïnes                                               | 0,58 g    |
| Lípids                                                  | 0,6 g     |
| Cendres                                                 | 0,8 g     |
| Glúcids                                                 | 17,4 g    |
| Fibra                                                   | 5,4 g     |
| Calci                                                   | 21 mg     |
| Ferro                                                   | 0,22 mg   |
| Magnesi                                                 | 17 mg     |
| Fòsfor                                                  | 27 mg     |
| Potassi                                                 | 292 mg    |
| Sodi                                                    | 37 mg     |
| Vitamina A                                              | 90 I.U    |
| Àcid ascòrbic (Vitamina C)                              | 37 mg     |
| Tiamina (Vitamina B1)                                   | 0,03 mg   |
| Riboflavina (Vitamina B₂)                               | 0.03 mg   |
| Niacina (Vitamina B₃)                                   | 0,6 mg    |
| Treonina                                                | 0,022 g   |
| Leucina                                                 | 0,039 g   |
| Lisina                                                  | 0,016 g   |
| Metionina                                               | 0,004 g   |
| Fenilalanina                                            | 0,001 g   |
| Tirosina                                                | 0,007 g   |
| Valina                                                  | 0,02 g    |
| Arginina                                                | 0,015 g   |
| Valina                                                  | 0,02 g    |
| Alanina                                                 | 0,029 g   |
| Àcid aspàrtic                                           | 0,037 g   |
| Àcid glutàmic                                           | 0,076 g   |
| Glicina                                                 | 0,029 g   |
| Prolina                                                 | 0,018 g   |
| Serina                                                  | 0,017 g   |

## Conreu

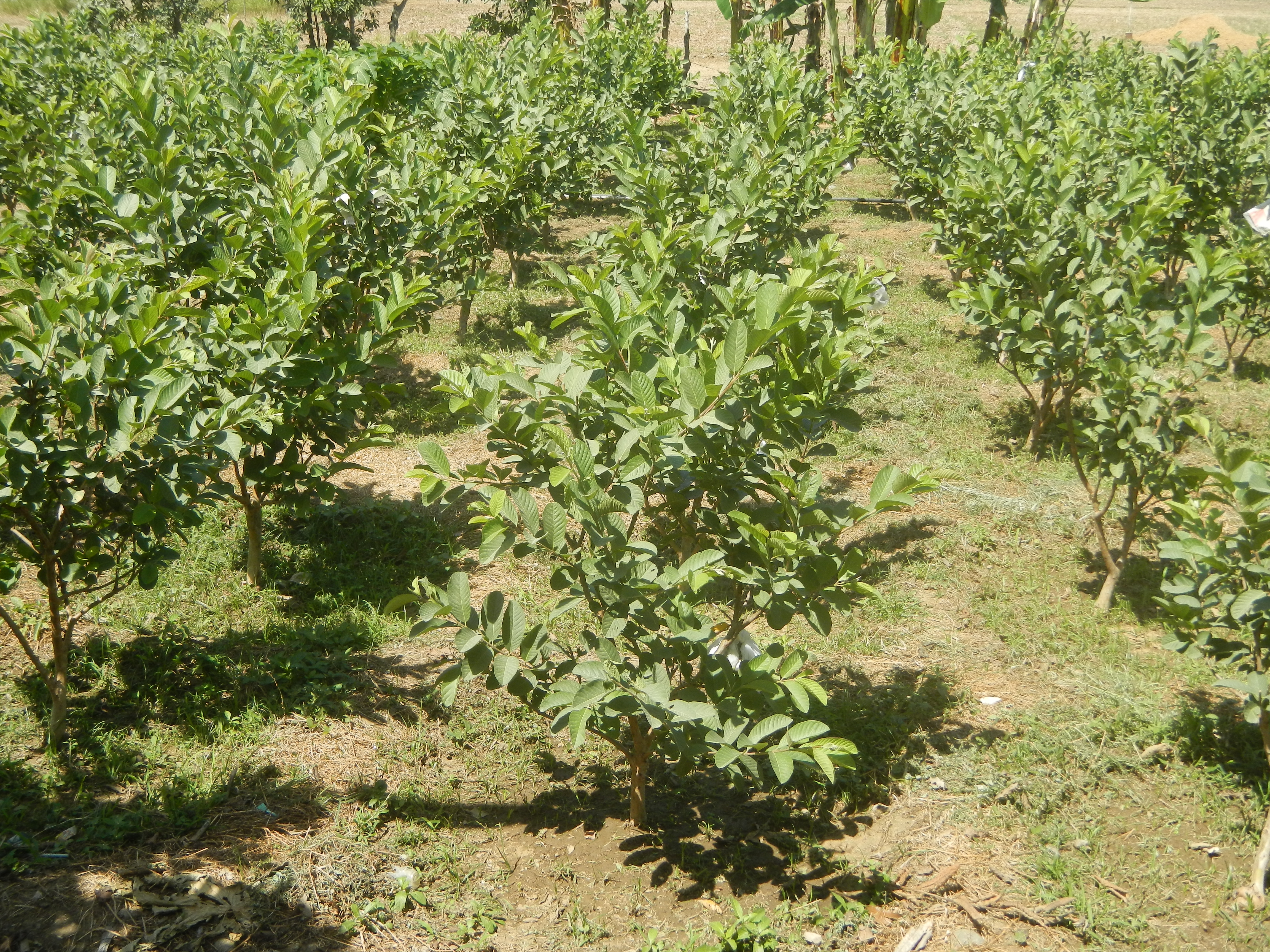
Plantació de cultivars de guaiaber

És un arbre que es conrea pels seus fruits, pot créixer en zones de clima tropical i subtropical, suporta bé temperatures de més de 40°C però no el fred. Pel que fa a l'altura, es planta des del nivell del mar fins més de 2.000 metres d'altura. Tampoc no és massa exigent pel que fa al tipus de sòl, es pot establir en sòls argilosos, sorrencs, calcaris o graves, per exemple, i amb un pH d'entre 4,5 (mitjanament àcids) i 9,4 (molt alcalins).
Segons dades de la FAO de l'any 2019, el major productor va ser l'Índia amb 21,8 milions de tones, seguida a molta distància per la Xina amb 4,8 milions de tones, Tailàndia amb 3,8 milions de tones, Indonèsia amb 3,1 milions de tones, Pakistan amb 2,3 milions de tones i Brasil amb 2,1 milions de tones.